# خط خون (رمان)
این کتاب به صورت موازی داستان چند نفر را که همگی عضو یک خانواده بزرگ هستند دنبال می کند، سام راف رئیس هیئت مدیره شرکت داروسازی راف در طی حادثه ای کشته می‌شود و دخترش الیزابت جای او را در هیئت مدیره می گیرد، در حالیکه همه اعضای هیئت مدیره قصد دارند الیزابت را وادار به عمومی کردن سهام شرکت کنند، الیزابت متوجه می‌شود که کسی از همان اعضا سعی در کارشکنی و ایجاد خسارت و ضرر و زیان برای شرکت را دارد و حتی مرگ پدرش هم صرفاً یک حادثه نبوده است، تلاش برای یافتن خائن آغاز می شود...
خط خون (به انگلیسی: Bloodline) نام رمانی است که توسط سیدنی شلدون نوشته شده است.